# Katharina Konradi
Katharina Konradi (Biskek) es una soprano lírica kirguisa radicada en Alemania, en la Ópera Estatal de Hamburgo desde 2018. Ha actuado en los principales teatros de ópera, especialmente como Susanna en Las bodas de Fígaro de Mozart y Zdenka en Arabella, y en el Festival de Bayreuth. También es conocida como cantante de lied con un amplio repertorio que incluye música contemporánea, interpretada en el Wigmore Hall de Londres, entre otros.

## Carrera
Nacido en Biskek, creció en Kirguistán, hablando ruso. Se mudó a Hamburgo a los 15 años, sin hablar nada de alemán, y obtuvo su Abitur en la Johannes-Brahms-Schule en Pinneberg en 2009. Tomó lecciones de canto con Katja Pieweck, y luego estudió desde 2013 en la Universität der Künste Berlin, canto con Julie Kaufmann, lied contemporáneo con Axel Bauni, e interpretación de lied con Eric Schneider, graduándose con una licenciatura en artes. Estudió su Maestría en Artes de 2014 a 2016 en la Hochschule für Musik und Theater München, canto con Christiane Iven y lied con Donald Sulzen. Tomó clases magistrales con Helmut Deutsch y Klesie Kelly-Moog. Apareció por primera vez en el escenario con la Kammeroper München en 2013, y en el Theatre Hof en la temporada 2014/15, donde interpretó por primera vez a Ana Frank en la monoópera Das Tagebuch der Anne Frank de Grigori Frid.
Konradi fue miembro de la Ópera Estatal de Hesse de 2015 a 2018, donde apareció en papeles principales del repertorio de soprano lírica, incluyendo a Pamina en La flauta mágica de Mozart, Gretel en Hansel y Gretel de Humperdinck, Adele en El murciélago de Johann Strauss, Susanna en Las bodas de Fígaro de Mozart, Zerlina en Don Giovanni y Nannetta en Falstaff de Verdi. Después de su actuación como Ännchen en El cazador furtivo de Weber en la Ópera Estatal de Hamburgo en 2017, estuvo comprometida en la casa a partir de 2018. El mismo año, actuó por primera vez en la Ópera Semper de Dresde, como Zdenka en Arabella de Strauss. La BBC la ha apoyado desde 2018 con el esquema New Generation Artists.
Konradi hizo su debut en el Festival de Bayreuth en 2019 como la Joven pastora en Tannhäuser, dirigida por Tobias Kratzer, y Chica de las flores en Parsifal. En marzo de 2019 se presentó en la serie de televisión de Rolando Villazón para Arte, Stars von morgen («Estrellas del mañana»). Apareció por primera vez en la Ópera Estatal de Baviera en 2021 como Sophie en El caballero de la rosa de Strauss, dirigida por Barrie Kosky.
Konradi se centra en el repertorio de lied desde el período clásico hasta el contemporáneo, a menudo colaborando con el pianista Eric Schneider. Actuó por primera vez en el Wigmore Hall de Londres con el pianista Joseph Middleton en 2020. Sus CD en solitario están dedicados al arte del lied. Su CD debut, tras ganar el Deutscher Musikwettbewerb, fue una colección de canciones de ocho compositores, acompañada por Gerold Huber. Titulado Gedankenverloren (Perdido en el pensamiento), incluye canciones de Lili Boulanger y tres escenarios de Lori Laitman de poemas infantiles escritos en el gueto de Terezín.
En concierto, apareció en el concierto de apertura de la temporada 2017/18 en la Filarmónica del Elba, interpretando el Lieder des Clärchens de Beethoven de su música incidental Egmont, con la Orquesta NDR de la Filarmónica del Elba, dirigida por Thomas Hengelbrock. En 2019, interpretó el solo de soprano en la Sinfonía de la Resurrección de Mahler con la Orquesta Sinfónica de la Radio de Baviera, dirigida por Daniel Harding.

## Vida personal
Konradi vive con su marido, el pianista Roland Vieweg, en Dötlingen, cerca de Wildeshausen.

## Premios
- 2016: Deutscher Musikwettbewerb[18]

## Grabaciones
- Gedankenverloren. Lieder de Schubert, Manfred Trojahn, Claude Debussy, Lili Boulanger, Serguéi Rajmáninov, Ernst Krenek, Lori Laitman y Richard Strauss, con el pianista Gerold Huber (Genuin; 2018) OCLC 1052465435[15]
- Liebende. Lieder de Strauss, Mozart y Schubert con el pianista Daniel Heide (CAvi; 2021) OCLC 1249556627

## Lectura adicional
- «Konradi Katharina» (en alemán). Ópera Estatal de Baviera. 8 de septiembre de 2021. Consultado el 17 de marzo de 2022.
- «Katharina Konradi» (en alemán). Orquesta Sinfónica de Radio Berlín. 8 de diciembre de 2021. Consultado el 17 de marzo de 2022.
- Fischer-Zernin, Verena (22 de febrero de 2021). «Star-Sopranistin: "Social Media? Ich habe alles gelöscht!"» [Soprano estrella: "¿Redes sociales? ¡Borré todo!"]. Hamburger Abendblatt (en alemán). Consultado el 17 de marzo de 2022.